# Мува 2
Мува 2 (енгл. The Fly II) је амерички научнофантастични телесни хорор филм из 1989. године, режисера Криса Валаса, са Ериком Столцом, Дафни Зунигом и Лијем Ричардсоном у главним улогама. Представља директан наставак филма Мува из 1986, редитеља Дејвида Кроненберга. Централни лик филма је Мартин Брендл, син Веронике Квајф и Сета Брендла, научника који је у неуспешном експерименту постао хибрид човека и муве.
Џина Дејвис, која је тумачила лик Веронике Квајф у првом делу, одбила је да се врати у своју улогу, пошто њен лик није био довољно разрађен због смрти у првом чину. Џеф Голдблум има камео појављивање као Сет Брендл, кроз архивске снимке из првог дела. Музику за филм компоновао је Кристофер Јанг.
За разлику од првог дела, филм је добио негативне оцене критичара и публике. Упркос томе, зарадио је 38,9 милиона долара и био номинован за 3 Награде Сатурн, за најбољи хорор филм, најбољу музику и најбољу шминку.

## Радња
Неколико месеци након догађаја из претходног дела, Вероника Квајф родила је ларвалну врећу и умрла од шока. Ларва се убрзо отвара и открива наизглед нормалну бебу, сина Сета Брендла. Антон Барток, власник компаније која је финансирала Брендлов телепортациони експеримент, усваја дечака и даје му име Мартин. Барток се нада да ће Мартин завршити рад свог оца...

## Улоге
| Глумац           | Улога                           |
| ---------------- | ------------------------------- |
| Ерик Столц       | Мартин Брендл                   |
| Харли Крос       | Мартин Брендл (као 10-годишњак) |
| Дафни Зунига     | Бет Логан                       |
| Ли Ричардсон     | Антон Барток                    |
| Гари Чок         | Скорби                          |
| Ен Мари Ли       | др Џејнвеј                      |
| Френк Тарнер     | Норман Шепард                   |
| Џон Гец          | Статис Боранс                   |
| Сафрон Хендерсон | Вероника „Рони” Квајф           |